# Jehan Rictus

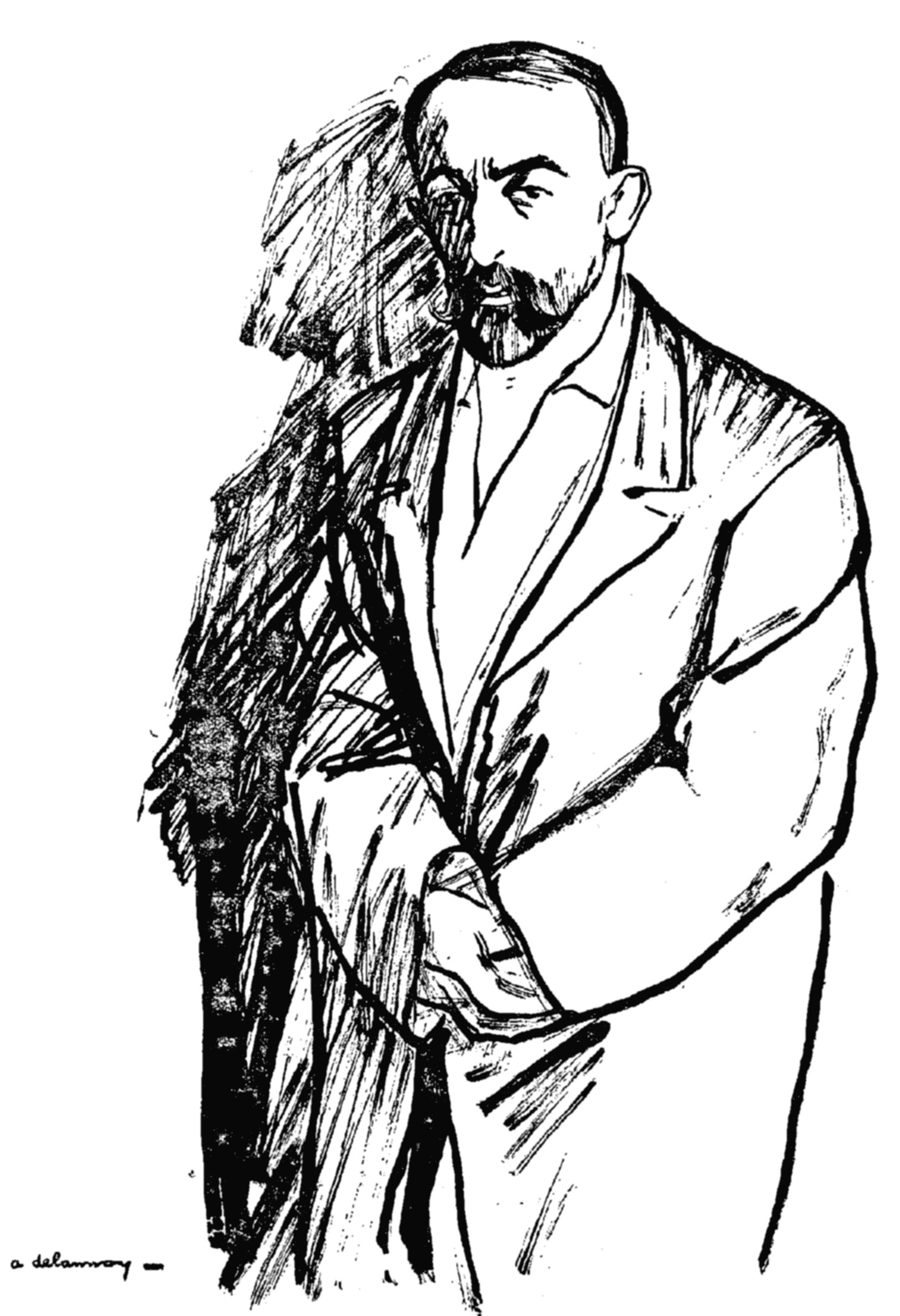
Jehan Rictus 1910 (Zeichnung von Aristide Delannoy)

Jehan Rictus (* 21. September 1867 in Boulogne-sur-Mer; † 7. November 1933 in Paris) war ein französischer Schriftsteller.

## Leben und Werk
Gabriel Randon wurde von seinem Vater früh verlassen und wuchs in ständigem Konflikt mit seiner psychopathischen Mutter auf. Er wurde von Albert Samain ermuntert, dichterisch aktiv zu werden, trat im Kabarett Quat'z'Arts auf und veröffentlichte ab etwa 1896 unter dem Pseudonym Jehan Rictus (er selbst bevorzugte die Schreibung Jehan-Rictus) Dichtung mit der Absicht, den Armen eine Stimme zu geben. Vorbild war ihm François Villon. Dazu entwickelte er einen eigenen süßsauren, gleichzeitig humorvollen und grausamen Stil, der das lexikalische Material dem Argot und die Syntax der Sprechsprache entnahm. 1897 erschien zum ersten Mal die später erweiterte Sammlung Les soliloques du pauvre (Selbstgespräche des Armen). 1914 kam noch der Band Le Coeur populaire (Das Herz des Volkes) hinzu, dann erlosch seine Schaffenskraft.
Berühmt wurde sein Gedicht Le Revenant, das den auf die Erde zurückgekehrten Jesus in Szene setzt, dem ein Obdachloser zu begegnen glaubt. In Jasante de la Vieille (Gebet der Mutter) steht die Mutter des zum Tode Verurteilten an seinem namenlosen Grab.
Den realistischen Erzählern Victor Hugo, Émile Zola, Octave Mirbeau und Jean Richepin warf er vor, aus ihrer Volksnähe Kapital zu schlagen. Gegen Edmond Rostand polemisierte er in Le Cas Edmond Rostand. Un bluff littéraire (1903), worin er Victor Hugo einen nationalen Langweiler (rasoir national) nannte und Rostand (als dem neuen Hugo) vorwarf, den volksnahen Cyrano de Bergerac falsch dargestellt sowie in L’Aiglon den Napoleonkult wiederbelebt zu haben.
Seine Kindheit verarbeitete Jehan Rictus in dem Roman Le Fil de fer (Der Draht). Kurz vor seinem Tod wurde er Ritter der Ehrenlegion. In Paris ist im 18. Arrondissement eine Grünanlage nach ihm benannt. 
Seit 2009 zeugen auffällig viele Ausgaben seiner Werke vom großen aktuellen Interesse an seiner Dichtung und Person.

## Werke (Ausgaben seit 2009)
- Les soliloques du pauvre. Hrsg. Denis Delaplace. Classiques Garnier, Paris 2009. (kritische Ausgabe, mit Argotwörterbuch S. 189–340)
- Les soliloques du pauvre et autres poèmes. Au diable vauvert, Vauvert 2009, 2020.
- Fil de fer. Hrsg. Christian Tanguy. La Part commune, Rennes 2010. (autobiographischer Roman)
- Poésies complètes. Hrsg. Christian Tanguy. La Part commune, Rennes 2012. (814 Seiten)
- Les soliloques du pauvre. Éditions du Petit pavé, Saint-Jean-des-Mauvrets 2012.
- Les soliloques du pauvre suivi de Le coeur populaire. Hrsg. Nathalie Vincent-Munnia. Gallimard, Paris 2020. (Vorwort von Patrice Delbourg)
- Le coeur populaire. Poèmes, doléances, ballades, plaintes, complaintes, récits, chants de misère et d'amour en langue populaire, 1900–1913. Éditions du Petit pavé, Saint-Jean-des-Mauvrets 2020.